# العلاقات الأوغندية القرغيزستانية
العلاقات الأوغندية القيرغيزستانية هي العلاقات الثنائية التي تجمع بين أوغندا وقيرغيزستان.

## مقارنة بين البلدين
هذه مقارنة عامة ومرجعية للدولتين:
| وجه المقارنة                                              | أوغندا                        | قيرغيزستان                      |
| --------------------------------------------------------- | ----------------------------- | ------------------------------- |
| المساحة (كم2)                                             | 241.04 ألف                    | 199.95 ألف                      |
| عدد السكان (نسمة)                                         | 42.86 مليون                   | 6.20 مليون                      |
| الكثافة السكانية (ن./كم²)                                 | 177.81                        | 31.01                           |
| العاصمة                                                   | كامبالا                       | بيشكك                           |
| اللغة الرسمية                                             | لغة إنجليزية، اللغة السواحلية | اللغة الروسية، اللغة القيرغيزية |
| العملة                                                    | شيلينغ أوغندي                 | سوم قيرغيزستاني                 |
| الناتج المحلي الإجمالي (بليون دولار)                      | 25.89 مليار                   | 7.56 مليار                      |
| الناتج المحلي الإجمالي (تعادل القوة الشرائية) بليون دولار | 72.25 مليار                   | 20.45 مليار                     |
| الناتج المحلي الإجمالي الاسمي للفرد دولار أمريكي          | 705                           | 1.10 ألف                        |
| الناتج المحلي الإجمالي للفرد دولار أمريكي                 | 1.77 ألف                      |                                 |
| مؤشر التنمية البشرية                                      | 0.483                         | 0.655                           |
| رمز المكالمات الدولي                                      | +256                          | +996                            |
| رمز الإنترنت                                              | .ug                           | .kg                             |
| المنطقة الزمنية                                           | ت ع م+03:00                   | ت ع م+06:00                     |

## منظمات دولية مشتركة
يشترك البلدان في عضوية مجموعة من المنظمات الدولية، منها:
| علم المنظمة | اسم المنظمة                        | تاريخ انضمام أوغندا | تاريخ انضمام قيرغيزستان |
| ----------- | ---------------------------------- | ------------------- | ----------------------- |
|             | مؤسسة التنمية الدولية              | 27 سبتمبر 1963      | 24 سبتمبر 1992          |
|             | يونسكو                             | 9 نوفمبر 1962       | 2 يونيو 1992            |
|             | وكالة ضمان الاستثمار متعدد الأطراف | 10 يونيو 1992       | 21 سبتمبر 1993          |
|             | الأمم المتحدة                      | 25 أكتوبر 1962      | 2 مارس 1992             |
|             | الاتحاد البريدي العالمي            | ?                   | ?                       |
|             | البنك الدولي للإنشاء والتعمير      | 27 سبتمبر 1963      | 18 سبتمبر 1992          |
|             | منظمة التعاون الإسلامي             | ?                   | ?                       |
|             | منظمة حظر الأسلحة الكيميائية       | ?                   | ?                       |
|             | الاتحاد الدولي للاتصالات           | 8 مارس 1963         | 20 يناير 1994           |
|             | مؤسسة التمويل الدولية              | 27 سبتمبر 1963      | 11 فبراير 1993          |
|             | منظمة التجارة العالمية             | ?                   | ?                       |
|             | منظمة الشرطة الجنائية الدولية      | ?                   | ?                       |

## وصلات خارجية
- موقع وزارة الخارجية الأوغندية
- موقع وزارة الخارجية القيرغيزستانية